# Vašo Patejdl
Vašo Patejdl (vlastním jménem Václav Patejdl, 10. října 1954 Karlovy Vary – 19. srpna 2023 Praha) byl slovenský zpěvák, hudebník a hudební skladatel. V roce 1968 spoluzaložil poprockovou skupinu Elán, jejímž byl členem. Spolupracoval také s dalšími umělci. Pro Richarda Müllera složil hit „Po schodoch“.  Filmovou hudbu zkomponoval k hudebnímu dramatu Fontána pro Zuzanu nebo k pohádce Sedmero krkavců z roku 2015, za níž získal nominaci na Českého lva 2015 v kategorii nejlepší hudba.

## Životopis
Narodil se 10. října 1954 v Karlových Varech. Jeho matka byla Slovenka, otec Václav byl Čech, pocházel z Plas. Rodina se v jeho pěti letech přestěhovala do Bratislavy. Hudbě se začal věnovat v pubertě a na základní škole založil svou první kapelu. Po ukončení střední školy absolvoval studium skladby na VŠMU v Bratislavě. V roce 1968 byl jedním ze zakladatelů skupiny Elán. V roce 1985 z kapely odešel a vydal se na sólovou dráhu. Později se do ní vrátil. Poslední koncert s Elánem  odehrál v roce 2018.
Hudbu složil k mnoha písním skupiny Elán, pro vlastní repertoár i další interprety, mj. k hitům „Po schodoch“ skupiny Banket a „Voda, čo ma drží nad vodou“, písni nazpívané Jožo Rážem.
Od 80. let do roku 2014 byl ženatý s Alenou Patejdlovou (* 1955), se kterou žil přes 30 let v Bratislavě a měl s ní dva syny – Václava (Vašo) a Roberta (Robo). Na podzim 2011 vyplavalo na povrch, že už delší dobu udržuje v Česku paralelní vztah s milenkou Miluší (* 1971), se kterou měl v té době tříletého syna Benjamína a s níž se po rozvodu podruhé oženil v roce 2015 ve vatikánském kostele sv. Anny. S novou rodinou pak žil v Praze-Kunraticích. 
Naposledy vystoupil tři týdny před smrtí, v závěru července na festivalu Benátská! v libereckém Vesci. Zemřel v Ústřední vojenské nemocnici v Praze 19. srpna 2023 ve věku 68 let na rakovinu slinivky břišní a celkové vyčerpání organismu. Diagnóza mu byla sdělena jen 14 dní před úmrtím.
Poslední rozloučení se konalo 30. srpna 2023 v bazilice Nanebevzetí Panny Marie na pražském Strahově. Jeho hrob se nachází na kunratickém hřbitově v Praze.

## Ocenění
- 1980 Stříbrná Bratislavská lyra – Elán – (Vašo Patejdl/Ľuboš Zeman) – píseň „Kaskadér“
- 1985 Stříbrná Bratislavská lyra – Vašo Patejdl – (Vašo Patejdl/Ľuboš Zeman) – píseň „Chlapčenský úsmev“
- 1989 Cena novinářů na Bratislavské lyře za duet s Beátou Dubasovou za píseň „Muzikantské byty“ spolu s autory hudby a textu – (Vašo Patejdl/Ľuboš Zeman).[15][16][17][18]

## Diskografie

### Řadová alba
- Chlapčenský úsmev 1986
- We Don't Fall 1987 (anglická verze Chlapčenský úsmev)
- Lov na City 1987
- Mon amour 1989
- You still are you 1989 (anglická verze Lov na City)
- Dlhá cesta 1990
- Labyrint sveta 1991
- Spovedaj ma zo spomienok 1997
- Do očí 2004
- Spovedaj ma zo spomienok '02 (reedice) 2015

### Hudba k filmu (Soundtracky)
- Fontána pro Zuzanu 1985
- Fontána pro Zuzanu 2 1993 (spolu s P. Haberou)
- Fontána pro Zuzanu 3 1999
- Sedmero krkavců 2015

### Kompilace – Výběry
- 1999 Antológia
- 2005 Gold

### Spolupráce na jiných projektech
- 1988 Až sa znova narodím – OPUS, LP deska – A4 – Umenie žiť, B4 – Voňavky dievčat
- 1993  Esoteric: The Holy Grail
- 1998 Domáce Vianoce – PolyGram, CD – 12. Marika Gombitová, Richard Müller, Janko Lehotský a Vašo Patejdl – Snehové sypané
- 2007 Jack Rozparovač – Sony BMG Music – 4. Zdeněk Podhůrský a Vašo Patejdl – Jen pojď, 5. Vašo Patejdl – Jsem ďábel, 10. Filip Blažek a Vašo Patejdl – Jack rozparovač, 14. Daniela Šinkorová a Vašo Patejdl – O něčem sním (Hit Radio Version)

## Muzikálová tvorba
- Jozef a jeho zázračný farebný plášť 1994 (hudební nastudování, dirigent)
- Grand Pierrot 1995
- Adam Šangala 2003
- Jack Rozparovač 2006 – (autor hudby)